# Hindenburgdamm

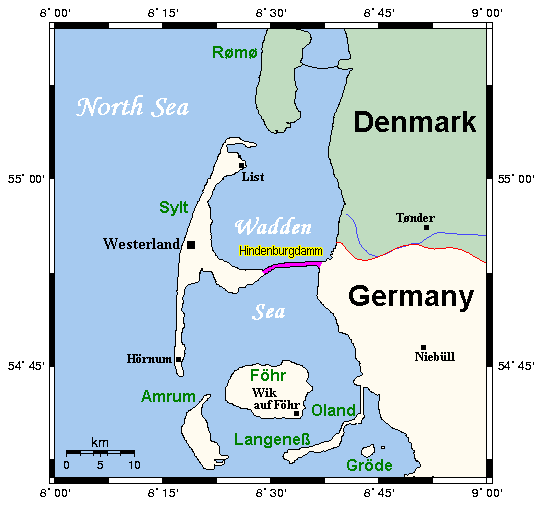

Hindenburgdamm är en 11,3 kilometer lång järnvägsbank över Vadehavet mellan det tyska fastlandet och ön Sylt. Den invigdes den 1 juni 1927 av Tysklands rikspresident Paul von Hindenburg och är uppkallad efter honom.

## Historia

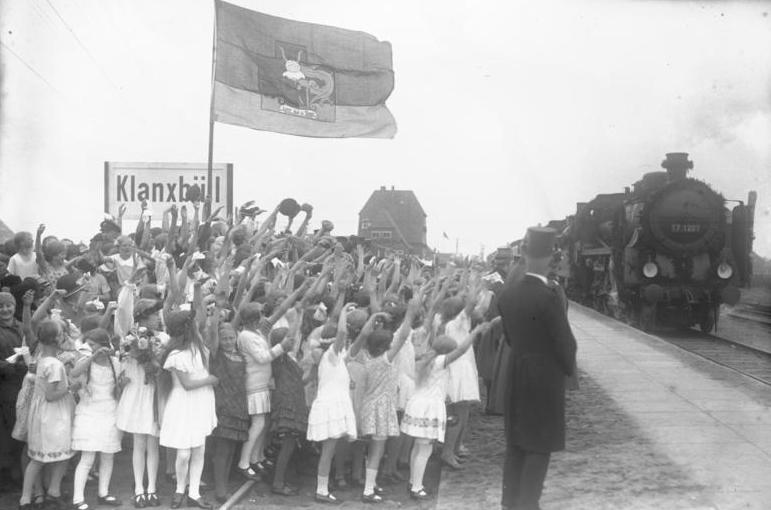
Invigningen den 1 juni 1927.

Trafiken till Sylt gick tidigare med färja från Højer. Efter Folkomröstningen om Slesvig 1920, då Nordslesvig åter förenades med Danmark, saknades dock en direkt förbindelse med det tyska fastlandet. Man hade tidigare diskuterat att bygga en vägbank till Sylt, och den nya gränsen mellan Danmark och Tyskland aktualiserade projektet.
Byggnationen inleddes 1921, och två år senare spolades den hittills byggda sträckan bort under en stormflod. Planerna fick göras om, och år 1924 började man att driva ned spont i havsbotten för att stoppa vattenflödet. Ett 50 meter brett område fylldes ut med sand och grus, och år 1927 var bygget äntligen klart. Det kostade omkring 20 miljoner riksmark och sysselsatte upp till 1 500 personer. I början trafikerades linjen enbart av persontåg, men från 1932 lastades också bilar på tåget. Järnvägen, som ursprungligen var enkelspårig, byggdes 1972 om till dubbelspår. 

## Trafik
Hindenburgdämningen trafikeras enbart av person- och biltåg. Gods transporteras med lastbil på flakvagnar på tåget. Personbilar lastas vanligen på tvåvåningsvagnar, och förare och passagerare sitter kvar i fordonet under resan som tar cirka 40 minuter. Motorcyklister åker i personvagnen. Lastning och lossning sker i Niebüll på fastlandet och i Westerland på Sylt.
Den 39 kilometer långa sträckan trafikeras av Deutsche Bahn och sedan 2016 även av Autozug Sylt.

## Miljöpåverkan
Dämningen stoppar tidvattenflödet mellan Sylt och fastlandet. Efter hand har ett stort område invallats vid Friedrich-Wilhelm-Lübke-Koog, som är förbundet med dämningen som nu bara är 8,1 kilometer lång. De förändrade strömmarna anses också vara orsak till erosionen vid Hörnum på södra delen av ön.